# Obsidian (Software)
Obsidian ist eine Software zur Erstellung und Organisation von Notizen im Markdown-Format, die für den persönlichen und kommerziellen Gebrauch kostenlos ist; lediglich die Nutzung der angebotenen Cloud-Services ist kostenpflichtig. Die Software der Firma Dynalist Inc. ist sowohl als Desktopversion für macOS, Windows und Linux als auch für mobile Betriebssysteme wie iOS und Android erhältlich, jedoch nicht als Webanwendung.

## Geschichte
Obsidian wurde von Shida Li und Erica Xu gegründet, die bereits seit 2015 gemeinsam die Notiz-Software Dynalist.io entwickeln und betreiben. Die beiden lernten sich während des Studiums an der Universität von Waterloo kennen und haben zusammen schon an zahlreichen Nebenprojekten gearbeitet.
Die Idee zu Obsidian hatten die beiden bereits 2 Jahre vor der Veröffentlichung der Beta-Version. Aus Langeweile begannen sie 2020 während der COVID-19-Pandemie mit der Entwicklung der Software. Seit Ende März 2020 ist die Software in der Beta-Version erhältlich. Die Vollversion wurde im Oktober 2022 veröffentlicht. Seit Dezember 2022 ist die Version 1.1 verfügbar, die um die sogenannten „Canvas“-Funktion erweitert wurde. 

## Anwendung

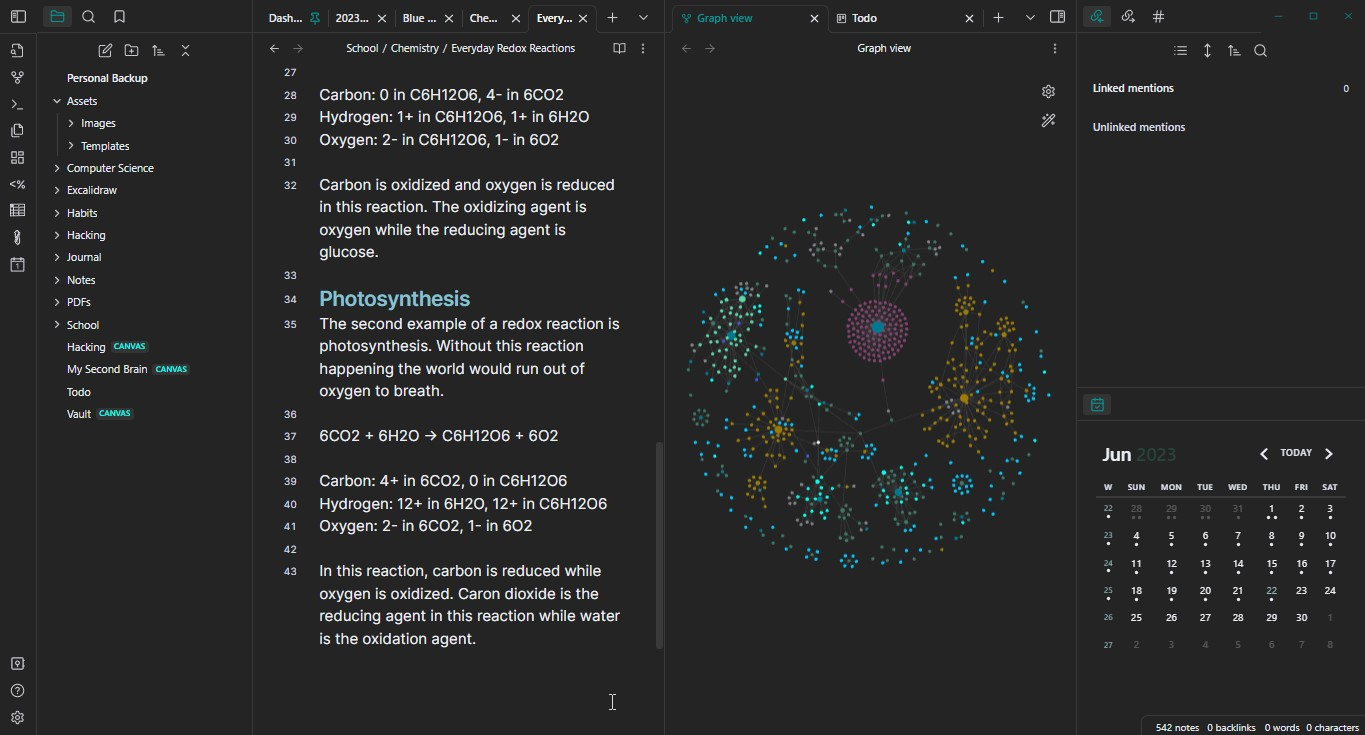
Obsidian mit geöffnetem File-Manager, einer Notiz, der Graph-Anzeige, die interne Verlinkungen visualisiert und der geöffneten Seitenleiste mit einem Community-Plugin Kalender (Bild von links nach rechts).

Obsidian eignet sich als Wissensdatenbank speziell für das persönliche Wissensmanagement und als eine Software zur Erstellung von Notizen, die mit Markdown-Dateien arbeitet. Sie ermöglicht es Benutzern, interne Links für Notizen zu erstellen und die Verbindungen dann als Diagramm zu visualisieren. Obsidian wurde entwickelt, um Benutzern zu helfen, ihre Gedanken und ihr Wissen auf eine flexible, nicht-lineare Weise zu organisieren und zu strukturieren. Die Software ist für den persönlichen Gebrauch kostenlos; es gibt kostenpflichtige Zusatzfunktionen wie Synchronisierung und Veröffentlichung der Notizen im Internet. Die kommerzielle Nutzung ist ebenfalls kostenlos möglich, wobei der Hersteller für diesen Anwendungsfall den Kauf von kostenpflichtigen Service-Lizenzen empfiehlt. Aufgrund der Nutzung der Dateistruktur des genutzten Systems ist auch die Verwendung eigener Synchronisations-, Verschlüsselungs- und Datensicherungs-Werkzeuge möglich. Darüber hinaus standen schon 2022 „knapp 670 Plug-ins aus der Community sowie 131 Themes, um die App zu personalisieren“ zur Verfügung.